# Raymond Bunker
Raymond Anthony Bunker (ur. 26 kwietnia 1994) – amerykański zapaśnik walczący w stylu klasycznym. Zajął dwunaste miejsce na mistrzostwach świata w 2019. Mistrz panamerykański z 2020 roku.
Zawodnik Fenton High School i Harper College z Palatine. Zawodnik i żołnierz United States Marine Corps.